# Vernon Hills
Vernon Hills is een plaats (village) in de Amerikaanse staat Illinois, en valt bestuurlijk gezien onder Lake County.

## Demografie
Bij de volkstelling in 2000 werd het aantal inwoners vastgesteld op 20.120. In 2006 is het aantal inwoners door het United States Census Bureau geschat op 24.200, een stijging van 4080 (20,3%).

## Geografie
Volgens het United States Census Bureau beslaat de plaats een oppervlakte van 19,7 km², waarvan 19,2 km² land en 0,5 km² water.

## Plaatsen in de nabije omgeving
De onderstaande figuur toont nabijgelegen plaatsen in een straal van 8 km rond Vernon Hills.